# Metrorail (África do Sul)
Metrorail uma operadora de trens urbanos nas maiores áreas urbanas da África do Sul. É uma divisão da  Passenger Rail Agency of South Africa (PRASA), uma empresa estatal que é responsável pela maioria dos serviços de transporte de passageiros da África do Sul. O sistema Metrorail é formado por 471 estações e 2228 quilômetros de ferrovias, e transporta 1,7 milhões de passageiros por dia.
Metrorail foi formada como uma unidade de negócios da Transnet e foi transferida para a South African Rail Commuter Corporation (SARCC), o predecessor da PRASA. No inicio da década de 1990 a Metrorail fez parte da Spoornet, outra unidade de negócios da Transnet, mas em 1 de janeiro de 1997, a Metrorail tornou-se uma empresa independente dentro da Transnet, e as áreas regionais de atuação foram formadas. Em 2006 a Metrorail foi transferida de volta para a SARCC e em 2008 tornou-se parte da PRASA.

## Regiões

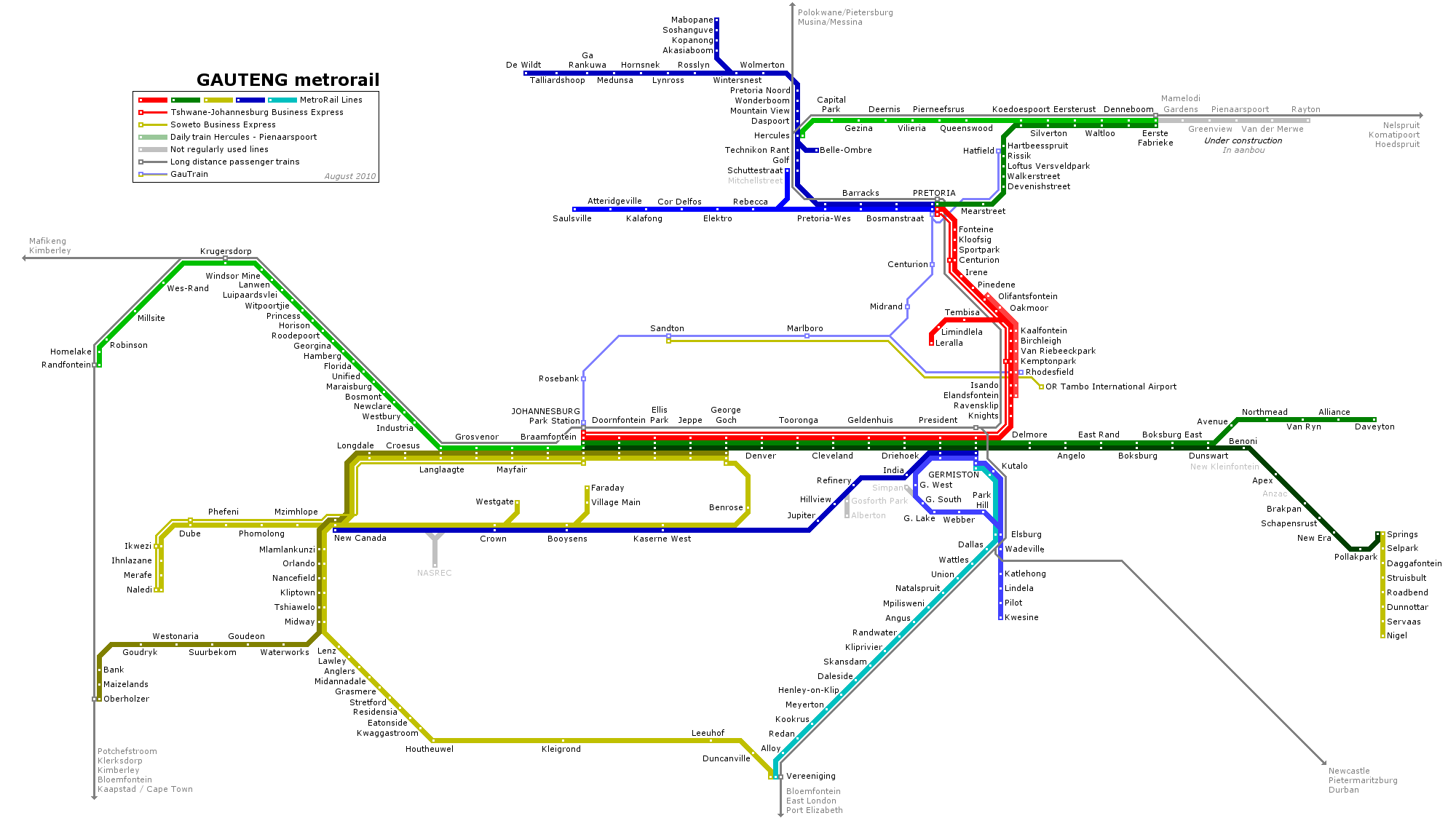
Mapa da região de Gauteng

### Região de Gauteng
Conhecida como Metrorail Gauteng, anteriormente havia duas regiões: Witwatersrand, no sul e Tshwane, no norte. A área sul cobre a área metropolitana da Grande Joanesburgo (também conhecida como Witwatersrand). Os trens partem de Joanesburgo e Germiston com destino a Springs, Pretória, Soweto e Randfontein via Krugersdorp.
A parte norte cobre Pretória e os subúrbios vizinhos. Os trens partem da estação de Pretoria para os vários subúrbios da cidade, bem como para o sul, para Joanesburgo, através das estações de Kempton Park e Germiston (na região de Witwatersrand).

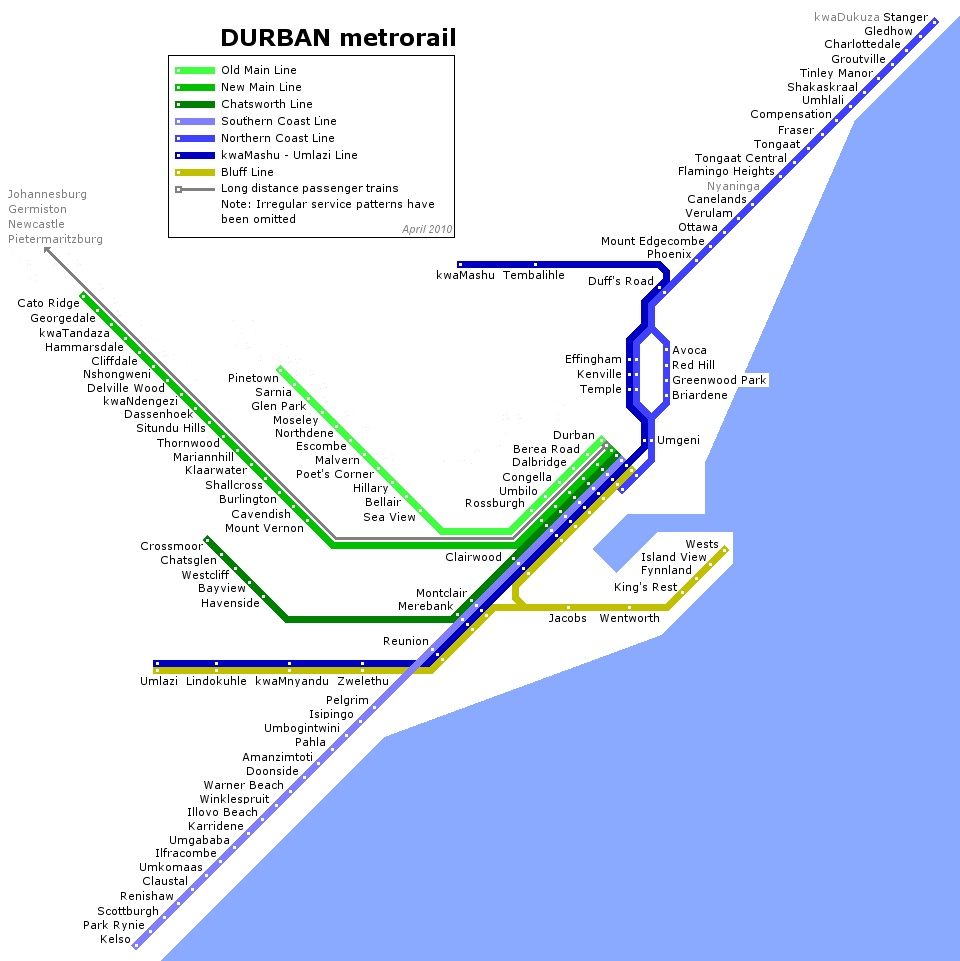
Mapa da região de Durban

### Região de Durban
Denominado de Metrorail KwaZulu-Natal. Esta região abrange Durban e os subúrbios e as cidades vizinhas. Os trens saem da estação de Durban até KwaDukuza, na costa norte; Kelso, na costa sul, e Cato Ridge, no interior.